# Schaumzelle

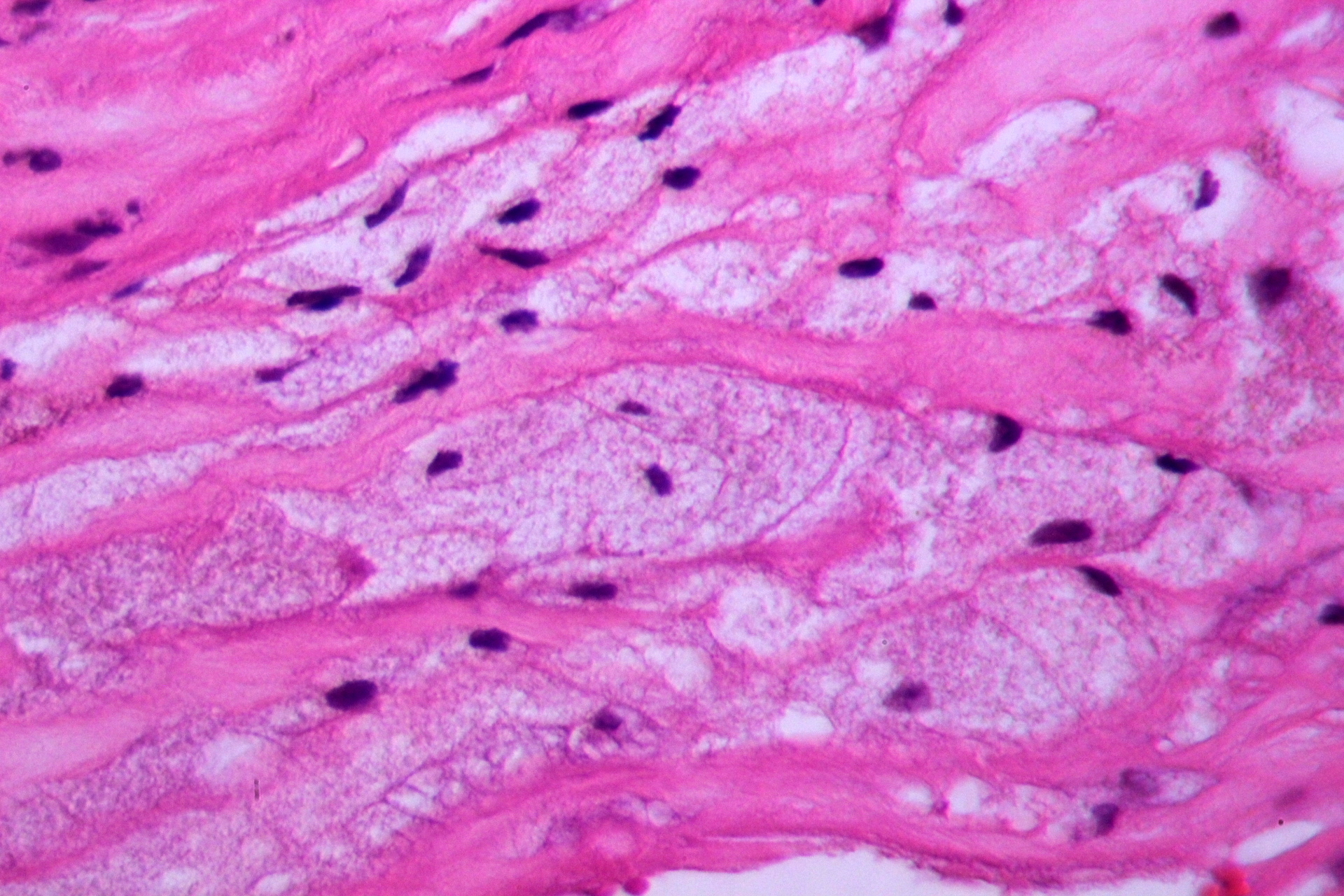
Schaumzellen in einem atherosklerotischen Plaque. Histologie. HE-Färbung

Schaumzellen bilden einen großen Teil aller bekannten arteriosklerotisch geschädigten, im Volksmund auch „verkalkt“ genannten Blutgefäße.
Sie entstehen in den Schichten Intima und Media der Gefäßwände durch Fetteinlagerungen.
Schaumzellen werden häufig bereits bei Kindern und Jugendlichen beobachtet, dort ist ihre Entstehung jedoch meist nur vorübergehend (reversibel). Diese gelblich gelatinösen Fettschichten, die von Medizinern auch als fatty streaks bezeichnet werden, können 10 bis 50 % der Arterieninnenwände bedecken. Untersuchungen dieser Schädigungen (Läsionen) ergaben, dass sie sowohl aus fettbeladenen Makrophagen als auch fettbeladenen glatten Muskelzellen zusammengesetzt sind. Tumoröse Ansammlungen von Schaumzellen in der Haut werden Xanthome genannt.
Die normalerweise im Blut zirkulierenden Makrophagen gelangen in ihrer Vorform, als Monozyten, in die unteren Gefäßschichten durch Durchdringung der Endothelzellschicht. Dieser Vorgang wird durch chemotaktische Faktoren stimuliert. Erst in der Media (Subendothelium) erfolgt eine Änderung des Erscheinungsbildes der Monozyten und eine Differenzierung zu Makrophagen. Dort können die Makrophagen Lipide und Cholesterinester einlagern. Dies wiederum kann direkt zur Bildung von Schaumzellen führen.
Die Beobachtung, dass die lipidbeladenen Makrophagen die Endothelzellschicht passieren und erneut in den Blutkreislauf gelangen können, löste in der medizinischen Forschung eine Kontroverse aus, ob Makrophagen nützlich (Lipidbeseitigung) oder aber schädlich und mit verantwortlich für die Entstehung der Arteriosklerose sind, da bei ihrem Austritt die Endothelzellschicht verletzt wird. Einige Forscher vermuten, dass die Makrophagen im frühen Stadium eine schützende, später eine eher schädliche Rolle spielen.
Der Mechanismus der Entstehung von Schaumzellen aus glatten Muskelzellen und Makrophagen ist nur zum Teil aufgeklärt. Einig ist man sich über die Beteiligung von chemisch modifiziertem (oxidiertem) LDL, welches von den Makrophagen über Scavenger-Rezeptoren ungehemmt und konzentrationsunabhängig aufgenommen und gespeichert wird. Diese Scavenger-Rezeptoren finden sich auch in glatten Muskelzellen. Zu vermuten ist, dass Mechanismen, mit denen beide Zellarten eine Überladung mit Lipiden und Cholesterin verhindern könnten, außer Kraft gesetzt oder beeinträchtigt sind.